# Leah Poulos
Leah Poulos (Berwyn (Illinois), 5 oktober 1951) is een Amerikaans oud-langebaanschaatsster. Zij is getrouwd geweest met de Amerikaanse schaatser Peter Mueller en heeft daardoor ook onder de naam Leah Mueller-Poulos deelgenomen aan schaatswedstrijden.
Leah Poulos was een uitstekende sprintster. Zij werd tweemaal wereldkampioen sprint (in 1974 en in 1979) en driemaal tweede (in 1976, in 1977 en in 1980).
Poulos nam driemaal deel aan de Olympische Winterspelen (in 1972, 1976 en 1980). Hierbij behaalde ze drie zilveren Olympische medailles, waarbij zij bij de eerste medaille in 1976 nog het dichtst bij goud zat. Op slechts 0,12 seconden eindigde ze op de 1000 meter achter Tatjana Averina.
Leah Poulos nam zeven maal deel aan het WK Allround ('70-'76) en hield hier drie zilveren afstandmedailles op de 500m aan over ('70, '72 en '76).

## Persoonlijke records
| Afstand    | Tijd    | Datum           | Baan    |
| ---------- | ------- | --------------- | ------- |
| 500 meter  | 41,13   | 13 januari 1980 | Davos   |
| 1000 meter | 1.23,07 | 21 januari 1980 | Davos   |
| 1500 meter | 2.13,98 | 31 januari 1976 | Davos   |
| 3000 meter | 5.11,43 | 26 januari 1976 | Madonna |

## Resultaten
| Jaar | Olympische Spelen          | WK Allround | WK Sprint |
| ---- | -------------------------- | ----------- | --------- |
| 1970 |                            | NC18        | 13e       |
| 1971 |                            | NC23        | 13e       |
| 1972 | 24e 1500m 17e 3000m        | 14e         | 6e        |
| 1973 |                            | NC18        | 5e        |
| 1974 |                            | NC17        | Goud      |
| 1975 |                            | NC20        | NS4       |
| 1976 | 4e 500m · 1000m · 6e 1500m | DQ3         | Zilver    |
| 1977 |                            |             | Zilver    |
| 1978 |                            |             |           |
| 1979 |                            |             | Goud      |
| 1980 | 500m · 1000m               |             | Zilver    |

DQ# = gediskwalificeerd op de # afstand
NC# = niet gekwalificeerd voor de laatste afstand, maar wel als # geklasseerd in de eindrangschikking
NS# = niet gestart op de # afstand

### Medaillespiegel
| Kampioenschap     | Goud · | Zilver · | Brons · |
| ----------------- | ------ | -------- | ------- |
| Olympische Spelen | 0      | 3        | 0       |
| WK Sprint         | 2      | 3        | 0       |